# فرودگاه استان جوست
فرودگاه استان جوست (به انگلیسی: Stan Jost Airport) یک فرودگاه خصوصی است که یک باند فرود چمن دارد و طول باند آن ۳۹۶ متر است. این فرودگاه در کشور ایالات متحده آمریکا قرار دارد و در ارتفاع ۵۴ متری از سطح دریا واقع شده است.